# アフロビート
アフロビート（Afrobeat）とは、音楽のジャンルの一種である。ファンクやジャズの流れを汲むヨルバ/ナイジェリア起源のアフリカ音楽であり、アフリカのパーカッションを用いたブラスバンド編成となっているのが特徴である。アフロ・ファンクと呼ばれることもある。

## 概要
アフロビートは、アメリカ黒人とアフリカ人の音楽を融合し、ハイブリッドな音楽を創造した音楽的試みである。フェラ・クティは、アフリカ70とともに、西アフリカ（ナイジェリア、ガーナなど）の音楽と、ソウル、R&B、ファンク、ジャズを融合した。

## 歴史
1960年代後半にフェラ・クティが自らの音楽をアフロビートと名付けたことから広まった。
この音楽が成立した背景には、フェラ・クティによるアフリカ黒人解放運動という政治的な背景があった。また楽曲においても政治的な歌詞と解放へのエネルギーを表した力強いサウンドが特色となっている。フェラ・クティの死後も、フェミ・クティやシェウン・クティ、トニー・アレンらがアフロビートを継承し、作品発表を続けている。月日の移り変わりは早く、フェラ・クティの孫のメイド・クティが、早くもデビューしている。

## アフロ・ビートの主なアーティスト
（出典：discogs,All Music）
- フェラ・クティ
- マヌ・ディバンゴ[注 2]
- アサガイ
- トニー・アレン
- フェミ・クティ
- シェウン・クティ
- メイド・クティ
- Cymande (サイマンデ)
- オシビサ[注 3]
- ラファイエット・アフロ・ロック・バンド
- Antibalas (アンティバラス)
- アキド、Akido
- アフロ・ファンク（バンド名）[5]
- ファンキーズ（ナイジェリアのグループ）
- マタタ、Matata
- ワンネス・オブ・ジュジュ

## アフロビーツ
まったく異なる音楽ジャンルにアフロビーツ（Afrobeats）がある。アフロビーツは2000年代から2010年代の音楽ジャンルで、ダンスホール・ラガマフィン、ヒップホップ、EDM、ハウスと、ジュジュなどのアフリカ音楽ジャンルが融合された、西アフリカ発祥のポップ、ダンス・ミュージックである。この2つは異なる音楽ジャンルである

## 書籍
- マビヌオリ・カヨデ・イドウ 著 鈴木ひろゆき 訳『フェラ・クティ 戦うアフロ・ビートの伝説』1998年 晶文社 ISBN 4794963637
- 板垣真理子『武器なき祈り―フェラ・クティ、アフロ・ビートという名の闘い』2004年 三五館 ISBN 4883203115
- カルロス・ムーア 著　菊池淳子 訳『フェラ・クティ自伝』2013年 現代企画室 ISBN 978-4773813111